# Vito van Crooij
Vito van Crooij, né le 29 janvier 1996 à Venlo aux Pays-Bas, est un footballeur néerlandais qui évolue au poste d'ailier droit au NEC Nimègue.

## Biographie

### VVV Venlo
Avec Venlo, il se met en évidence en inscrivant 13 buts en Eerste Divisie (D2) lors de la saison 2015-2016, puis 14 buts dans ce même championnat en 2016-2017. Le 27 novembre 2015, il marque son premier doublé en Eerste Divisie, lors de la réception du MVV Maastricht (victoire 3-0).

### PEC Zwolle
Le 13 juillet 2018, Vito van Crooij s'engage pour quatre ans au PEC Zwolle, en compagnie de son coéquipier Clint Leemans,. Il joue son premier match sous ses nouvelles couleurs le 10 août 2018, lors de la première journée de la saison 2018-2019 d'Eredivisie contre le SC Heerenveen. Son équipe s'incline sur le score de trois buts à deux ce jour-là.
Le 25 août 2018, il inscrit son premier but sous ses nouvelles couleurs, lors de la réception du PSV Eindhoven en championnat (défaite 1-2). Lors de la saison 2018-2019, il inscrit un total de neuf buts en championnat avec Zwolle.

### Retour à Venlo
Le 26 août 2020, Vito van Crooij fait son retour au VVV Venlo, deux ans après l'avoir quitté. Il signe un contrat courant jusqu'en 2024.

### Sparta Rotterdam
Le 25 juin 2021, est annoncé le transfert de Vito van Crooij au Sparta Rotterdam,.
Il joue son premier match sous ses nouvelles couleurs le 15 août 2021, à l'occasion de la première journée de la saison 2021-2022 d'Eredivisie, contre le FC Utrecht. Il est titularisé et son équipe s'incline par quatre buts à zéro.
Le 14 août 2022, Vito van Crooij se fait remarquer lors d'une rencontre de championnat face à l'AZ Alkmaar en réalisant un doublé, il ne permet toutefois pas à son équipe de s'imposer (défaite 2-3 du Sparta). Il marque cependant l'histoire sur son premier but, inscrit après huit secondes de jeu, devenant le but le plus rapide de l'Eredivisie. Il égale ainsi un record de 40 ans, détenu jusqu'ici par Koos Waslander (en),.

### Al-Wehda FC
Le 7 septembre 2023, Vito van Crooij rejoint l'Arabie saoudite afin de s'engager en faveur d'Al-Wehda FC.

### NEC Nimègue
Le 30 septembre 2024, Vito van Crooij fait son retour aux Pays-Bas en signant en faveur du NEC Nimègue pour un contrat de trois ans, soit jusqu'en juin 2027.

## Statistiques
| Saison                | Club                  | Championnat           | Championnat | Championnat | Coupe(s) nationale(s) | Coupe(s) nationale(s) | Compétition(s) continentale(s) | Compétition(s) continentale(s) | Compétition(s) continentale(s) | Play-offs | Play-offs | Total | Total |
| Saison                | Club                  | Division              | M.          | B.          | M.                    | B.                    | Comp.                          | M.                             | B.                             | M.        | B.        | M.    | B.    |
| 2013-2014             | VVV Venlo             | Eerste Divisie        | 1           | 0           | -                     | -                     | -                              | -                              | -                              | -         | -         | 1     | 0     |
| 2014-2015             | VVV Venlo             | Eerste Divisie        | 31          | 3           | 3                     | 1                     | -                              | -                              | -                              | 4         | 0         | 38    | 4     |
| 2015-2016             | VVV Venlo             | Eerste Divisie        | 33          | 13          | 1                     | 1                     | -                              | -                              | -                              | 2         | 0         | 36    | 14    |
| 2016-2017             | VVV Venlo             | Eerste Divisie        | 36          | 14          | 2                     | 0                     | -                              | -                              | -                              | -         | -         | 38    | 14    |
| 2017-2018             | VVV Venlo             | Eredivisie            | 31          | 5           | 2                     | 0                     | -                              | -                              | -                              | -         | -         | 33    | 5     |
| Sous-total            | Sous-total            | Sous-total            | 132         | 35          | 8                     | 2                     | -                              | -                              | -                              | 6         | 0         | 146   | 37    |
| 2018-2019             | PEC Zwolle            | Eredivisie            | 30          | 9           | 2                     | 1                     | -                              | -                              | -                              | -         | -         | 32    | 10    |
| 2019-2020             | PEC Zwolle            | Eredivisie            | 16          | 0           | 2                     | 0                     | -                              | -                              | -                              | -         | -         | 18    | 0     |
| Sous-total            | Sous-total            | Sous-total            | 46          | 9           | 4                     | 1                     | -                              | -                              | -                              | -         | -         | 50    | 10    |
| 2020-2021             | VVV Venlo             | Eredivisie            | 31          | 3           | 4                     | 1                     | -                              | -                              | -                              | -         | -         | 35    | 4     |
| Sous-total            | Sous-total            | Sous-total            | 31          | 3           | 4                     | 1                     | -                              | -                              | -                              | -         | -         | 35    | 4     |
| 2021-2022             | Sparta Rotterdam      | Eredivisie            | 33          | 5           | 2                     | 2                     | -                              | -                              | -                              | -         | -         | 35    | 7     |
| 2022-2023             | Sparta Rotterdam      | Eredivisie            | 19          | 7           | 2                     | 0                     | -                              | -                              | -                              | -         | -         | 21    | 7     |
| Sous-total            | Sous-total            | Sous-total            | 52          | 12          | 4                     | 2                     | -                              | -                              | -                              | -         | -         | 56    | 14    |
| Total sur la carrière | Total sur la carrière | Total sur la carrière | 261         | 59          | 20                    | 6                     | -                              | -                              | -                              | 6         | 0         | 287   | 65    |